# Karvalysas
A karvalysas (Morphnus guianensis) a madarak osztályának és a vágómadár-alakúak (Accipitriformes) rendjébe, ezen belül a vágómadárfélék (Accipitridae) családjába tartozó Morphnus nem egyetlen faja.
A hárpia (Harpia harpia) legközelebbi rokon faja. Azzal azonos élőhelyeken fordul elő, de mivel testnagysága kisebb, így kisebb zsákmányokra vadászik, így nincs közvetlen táplálékkonkurencia a két faj között.

## Előfordulása
Ez a sajátos ragadozómadár elsősorban Brazília esőerdeit lakja, de egész Dél-Amerikában megtalálható. Guatemalától délre egészen Argentína északi részéig előfordul.

## Alfajai
- Morphnus guianensis guianensis
- Morphnus guianensis taeniatus

## Megjelenése
Nagysága és ereje a sasokra, de alakja a héjákra hasonlít.
Testhossza 70 cm, szárnyfesztávolsága 150 cm. Teste vaskos, feje nagy, csőre kissé megnyúlt, alacsony, de aránylag gyönge felső kávája éles horogban hajlott, a káva széle kissé kiöblösödő; a csüd legalább kétszer akkora, mint a középső ujj; szárnya rövid, a farka széles és hosszú. A feltűnő jegye a laza bagolyszerű tollazat, amely a fej hátsó részén 15 cm hosszú tollbóbitává hosszabbodik.

## Életmódja
Madarakra és fán élő emlősökre (például oposszumokra vagy majmokra vadászik.